# ポール・ヴァレリー
アンブロワズ・ポール・トゥサン・ジュール・ヴァレリー（仏: Ambroise Paul Toussaint Jules Valéry, 1871年10月30日 - 1945年7月20日）は、フランスの詩人、小説家、評論家。多岐にわたる旺盛な著作活動によってフランス第三共和政を代表する知性と称される。

## 生涯と作品

### 生い立ち・詩作
1871年、地中海沿岸のエロー県の港町セットに生まれる。父バルテレミーはコルシカ島バスティア生まれの税官吏で、祖先はコルシカ島の船乗り。母ファニーはトリエステ生まれで、この町駐在のイタリア領事の令嬢だった。5歳でドミニコ会の学校に入学。7歳でセットの初等学校入学、11歳で高等科に進学。少年期は読書を好んだ。1884年にモンペリエに移住し同地のリセに入学。祖父のような船乗りに憧れたが、父の反対と数学が不得手なために挫折した。またしばしば母方の郷里ジェノヴァでの滞在を楽しんだ。この頃から文学に関心を持ち始め詩を書き始め、また絵画と建築にも興味を持った。1887年3月、父バルテレミー死去。
1888年、モンペリエ大学法学部入学。ポーやボードレールの詩に熱中した。それから象徴主義、高踏派の詩人たちを知り、1889年頃、ユイスマンスの『さかしま』を耽読し、そこに引用されていたヴェルレーヌ、ランボーや、マラルメの未完の詩『エロディヤード』の断片に魅せられる。18歳の時に書いた詩「夢(Rève)」を兄がマルセイユの雑誌『Revue maritime』誌に送り初めて作品が掲載され、続いて『クーリエ・リーブル』誌に送ったソネット「月の出(Elévation de la lune)」が掲載された。この年、志願兵としてモンペリエ歩兵第122連隊で1年間兵役に就く。
1890年5月、モンペリエ大学創立600年記念祝賀で、パリからやってきた詩人ピエール・ルイスと知り合い親交を深める。ルイスはヴァレリーとの文通のなかでマラルメの『エロディヤード』の詩を30行ほどを書き送り、ヴァレリーを感激させる（1890年9月頃）。12月、ルイスを通してアンドレ・ジッドとも知り合い、終生その友情関係を結ぶ。またこの頃、マラルメに手紙を書き送り、返事をもらっている。1891年頃、詩作が活発になり、ルイスがジッド、レオン・ブルム、アンリ・ド・レニエなどと同人誌『ラ・コンク』を発行する際に誘いを受け、創刊号に「ナルシス語る(Narcisse parle)」を投稿する。
他に『エルミタージ』『ラ・シランクス』誌からも求められて詩や論文を寄稿。「ナルシス語る」は日刊紙『デバ』で激賞され、ルイス、ジッドと並んで「最も才能豊かな三人の青年作家」とも評されるようになった。
大学を卒業すると文学で身を立てようとパリに出て、ルイスの誘いでマラルメの毎週火曜の集まりに参加する。

### 文学的沈黙
1892年9月から11月、母方の親戚の住むジェノヴァに滞在した。この頃詩人としての才能を疑い、文学的な営みに対して激しい嫌悪を抱くに至ったヴァレリーは次第に文学から遠ざかった。そして片思いの恋慕など、雑多な思考を切り捨て、知性のみを崇拝することを決意した。この決意はジェノバ滞在中の記録的な嵐があった晩と同時期とされる為、「ジェノバの夜」と呼ばれている。そして1894年から『カイエ』（手帖）と呼ばれる公表を前提としない思索の記録をつづり始め、その量は膨大な量（およそ2万6千ページ）となった。1895年に評論『レオナルド・ダ・ヴィンチの方法序説』を発表、1896年に小説『テスト氏との夜会』を発表の後、『カイエ』の活動を基軸とした20年に及ぶ文学的沈黙期に入る。
1896年にロンドンに滞在した際に、マラルメから紹介されていた詩人のウィリアム・ヘンリーと会い、その主催している雑誌『ザ・ニュー・レヴュー』に載ったドイツ産業のイギリス（大英帝国）への圧迫に関する論文について、哲学的結論をフランス語で書いて欲しいと依頼され、当時「方法(méthode)」について関心を持っていたことから、「ドイツ的制覇(La Conquête allemande)」を執筆し、1897年に掲載された。これは1915年にフランスの雑誌に再録され、1924年に「方法的制覇(Une Conquête méthodique)」と改題されて刊行された。この論文では、ドイツ、イタリア、日本などの後発の国家の繁栄の方法について述べており、のちの枢軸国を示唆していたとも言われる。

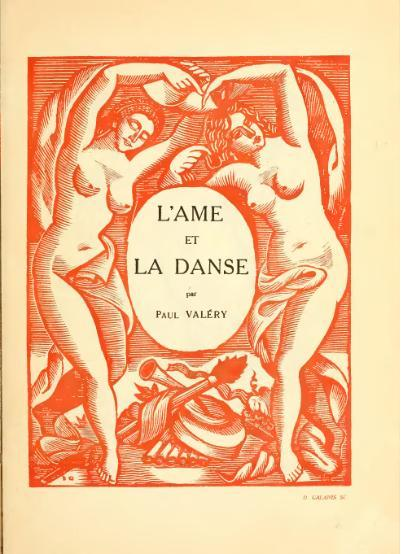
『魂とダンス』(1921年)

ユイスマンスの勧めで1897年から1900年まで陸軍省砲兵隊に勤務。1898年にはマラルメの死に大きな悲しみを抱いた。ルノワール、ドガら印象派画家との親交もあり、1900年に女流画家ベルト・モリゾの姪ジャニ・ゴビヤールと結婚し、ベルトの一人娘ジュリー・マネらが暮らすパッシー（パリ16区）の同一建物に亡くなる1945年まで居住した。またアヴァス通信社のエドワール・ルベー社長の私設秘書となり生計を立てるようになる。
1913年にジッドに請われて旧作の詩をまとめるかたわらで、「若きパルク」その後いくつかの詩を書き、1917年4月「若きパルク」をNRF誌上で発表し、一躍名声を勝ち得る。また「海辺の墓地(Le Cimetière marin)」では当時十二音綴（アレクサンドラン）に比べて人気の下がっていた「十綴音（デカシラーブ）」を用いたり、各節6行という詩型を用いたりしており、1920年にNRFより刊行されて高い評価を得た。1921年には『コネッサンス』誌で現代七大詩人に選出。

### 文筆活動

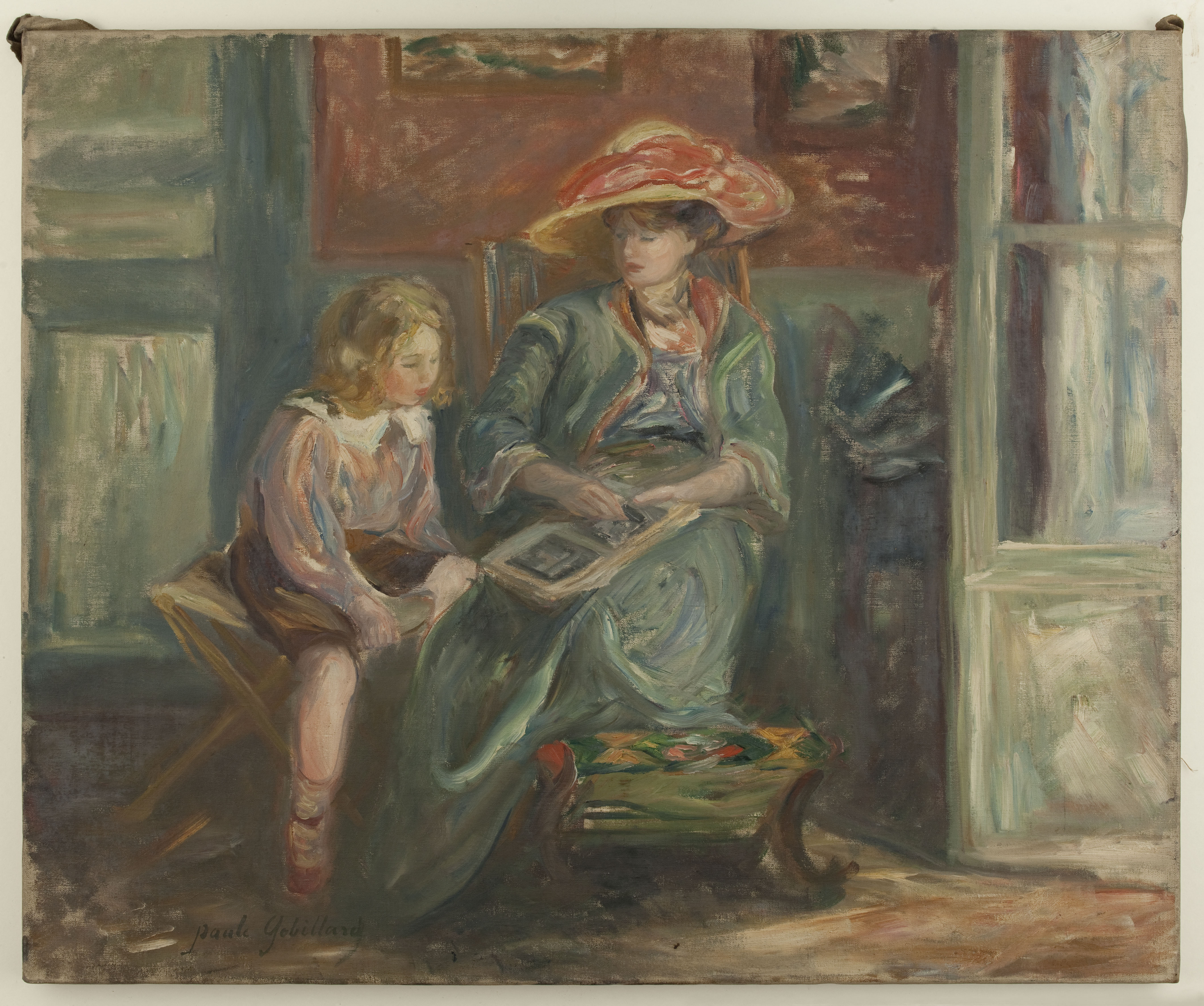
fr:Paule Gobillard画「ポール・ヴァレリー夫人と息子クロード(1910年)

1919年にロンドンの週刊誌『アシニーアム』誌に「第一の手紙(The spiritual crisis)」及び「第二の手紙(The intellectual crisis)」と題する、ヨーロッパの精神史について英文で発表。このフランス語原文が『NRF』誌巻頭に掲載された際に「精神の危機(La Cries de l’Esprit)」の表題が付けられた。1922年11月15日にチューリッヒ大学で行われた「精神の危機」と題された講演は有名となり、1924年に「精神の危機」が評論集『ヴァリエテ Ⅰ』に収録された際に、講演の抜粋が「付記（あるいはヨーロッパ人）(Note(ou L’EUROPEEN))」として組み込まれた。このチューリッヒでヴァレリーはリルケと会うことを期待していたが、リルケの金策の都合でかなわず、ヴァレリーに果物籠を差し入れをした。
詩作『ユウパリノス』(1921年)『魅惑』(1922年)で名声は外国にまで広がり、また1922年に雇い主のルベーが死去し、文人としての生活に入った。1923年にイギリス、ベルギー、スペイン、イタリアに招かれて講演を行う。その後もヨーロッパ各地の講演に招かれ、多くの発表した文集が刊行、翻訳された。1924年にアナトール・フランスの死去により後任としてフランス・ペンクラブの会長となり、翌年にはアカデミー・フランセーズ会員に選出される。
1928年、ジュネーブでの国際連盟知的協力会議の議長を務める。中国の作家盛成が1928年にパリで「我が母」原稿を書いた時には、ヴァレリーが序文（のち「東洋と西洋」）を書いて出版社を紹介した。1930年、パリで開催されたギリシャ独立100年祭でギリシャから勳章を贈られる。1931年、パリで開催された国際ペンクラブ大会議長を務め、またオペラ座にてアルテュール・オネゲル作曲の「アンフィオン（Amphion)」がルビンシュタイン・バレエ団により上演された。1933年、地中海中央研究所所長就任、知的協力委員会にてヨーロッパ研究連盟設立の常任議長に選ばれる。1934年、ドラマ「セミラミス(Sémiramis)」がオペラ座で上演。

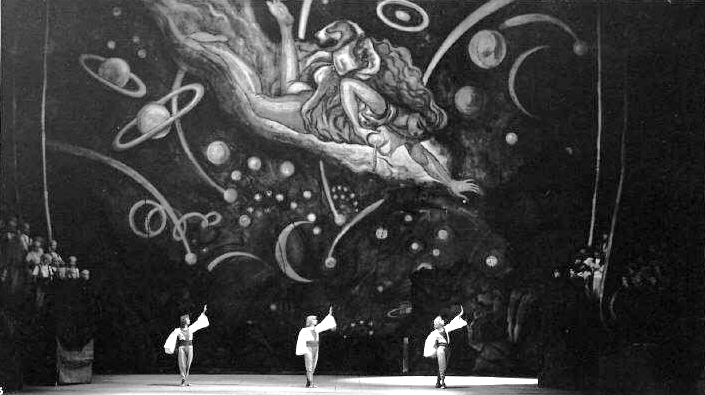
「アンフィオン」公演(1941年再演)

1936年コレージュ・ド・フランス教授に選出され、翌年から詩学講座を担当する。数多くの執筆依頼や講演をこなし、フランスの代表的知性と謳われ、第三共和政の詩人としてその名を確固たるものしていく。第二次世界大戦開戦で南仏に逃れたが、1940年秋からドイツ軍占領後のヴィシー政権下のパリに戻り、最後の著作『わがファウスト』の執筆、コレージュ・ド・フランスでの講義を続けるが、政権には批判的であり、地中海中央研究所所長を解任される。1942年には『邪念その他』の用紙配給をドイツ軍に一時差し止められた。1943年には文学者愛国戦線に参加、また自身の水彩画展を開く。パリ解放後の1945年に地中海中央研究所所長再任。
1945年5月に潰瘍で病床に就き7月20日死去。葬儀はサントノレ・ティエリー教会にて行われ、翌日ドゴールの要請でトロカデロ広場にて、戦後フランス第一号の国葬式典が行われた。遺骨は故郷セットの墓地に葬られ、墓石には「海辺の墓地」の一節が刻まれている。
ジッドの尽力により、1930年から逝去した1945年にかけて、断続的にほぼ毎年ノーベル文学賞候補としてノミネートされたが、受賞はかなわなかった。戯曲『わがファウスト』は全4幕のうち3幕までで未完、同じく戯曲『孤独者』も3分の2までで未完となっている。
モンペリエ大学の法学部出身であり、現在のモンペリエ第3大学（文学部）には彼の名前が冠せられている。8歳年上の兄ジュールは同大学法学部教授であり、後に総長となっている。

## 日本での受容
日本では、アルベルト・アインシュタインの相対性理論をいちはやく理解した詩人として知られるようになった。小林秀雄訳「テスト氏」が早くから読まれ、堀口大學『月下の一群』は、巻頭にヴァレリーの詩6編を訳出し『文学雑考』刊行時には、ヴァレリー宛に献本、書簡のやり取りをしている。
戦前（昭和初期）より佐藤正彰・河盛好蔵・吉田健一らが訳し、創業間もない筑摩書房で「全集」刊行を開始したが、1度目は戦局の悪化で、2度目は戦後の出版事情で未完となった。
『ヴァレリー全集』は1960年代に、佐藤正彰・鈴木信太郎らの編集により出版完結、新装版・増補版も刊行された。21世紀に入り清水徹や恒川邦夫らによる新訳が刊行された。評伝は村松剛による『評伝 ポール・ヴァレリー』（1968年）などが刊行されている。
堀辰雄の中編小説『風立ちぬ』冒頭に、堀自身が訳したヴァレリーの詩『海辺の墓地』の一節「風立ちぬ、いざ生きめやも（Le vent se lève, il faut tenter de vivre.）」が引用されており、また小説の題名にも使われている。

## 著作

### 詩集
1891-93年の作品を収めた『舊詩帖』、長編詩『若きパルク』、1917-22年の作品を収めた『魅惑』があり、これらをまとめた『ポール・ヴァレリー詩集』が1929年に刊行された。
詩人としてはマラルメに傾倒し、ボードレール、ジョゼ・マリア・ド・エレディア、ヴェルレーヌ、ランボーに多くを学び、音楽性に才能を示したが、古典的伝統的形式により詩作を行い、象徴主義の詩人とはみなされておらず、「（象徴派の）複雑さからヴァレリイは綺麗に洗はれている」「ヴァレリイの世界は象徴派のそれのように平易ではない」（石川淳）とも評される。詩論においてはマラルメの実験の理論化を試み、近代詩学を創設するものとも言われる。
- 『若きパルク』La Jeune Parque, 1917
- 『海辺の墓地』Le Cimetière marin, 1920
- 『舊(旧)詩帖』Album des vers anciens, 1920
- 『魅惑』Charmes, 1922

### 小説その他
『ヴァリエテⅠ～Ⅴ』は、各種時評・講演筆記 他の小文で編集された代表作
- 『カイエ B』Cahier B, 1910 - アフォリズム集で主に1894-1914年に執筆
- 『テスト氏との一夜』La Soirée avec monsieur Teste, 1919
- 『ダ・ヴィンチ論』Introduction à la méthode de Léonard de Vinci, 1919
- 『魂とダンス』L’Âme et la danse, 1923
- 『ヴァリエテ』Variété, 1924
- 『ロンブ』Rhumbs, 1925
- 『ルイス宛の十五の書簡』, 1925
- 『文学』La Littérature, 1929 - アフォリズム集
- 『ヴァリエテ Ⅱ』Variété II, 1929
- 『モラリテ』Moralités, 1931
- 『現代世界の考察』Regards sur le monde actuel, 1931 - 文明批評
- 『固定観念』L’Idée fixe, 1932
- 『ヴァリエテ Ⅲ』Variété III, 1936
- 『ドガ・ダンス・デッサン』Degas, danse, dessin, 1936 - 美術論集
- 『象徴主義の存在』Existance du Symbolisme, 1938 - マラルメ論ほか
- 『ヴァリエテ Ⅳ』Variété IV, 1938
- 『メランジュ』Mélange, 1939 - 訳書は下記
- 『テル・ケル』Tel quel, 1941
- 『邪念その他』Mauvaises pensées et autres, 1942
- 『ヴァリエテ Ⅴ』Variété V, 1944
- 『わがファウスト』Mon Faust, 1946 - 最晩年の戯曲作品

### 主な日本語訳
- 『レオナルド・ダ・ヴィンチの方法序説』（1895年）
  - 『レオナルド・ダ・ヴィンチの方法』（山田九朗訳、岩波文庫、復刊2017年）
  - 『レオナルド・ダ・ヴィンチ論』（塚本昌則編訳、ちくま学芸文庫、2013年）[8]
  - 『レオナルド・ダ・ヴィンチ論　全三篇』（恒川邦夫・今井勉訳、平凡社、2013年）
- 『ムッシュー・テスト』（1896年）、（清水徹訳、岩波文庫、2004年）。唯一の連作小説集、最初の訳書は小林秀雄訳『テスト氏』（江川書房 、1932年）
- 『若きパルク』（1917年）、韻文詩で自身による改訂が幾多もなされた
  - 『若きパルク／魅惑』（中井久夫訳注[9]、みすず書房、改訂版2003年）
- 『海辺の墓地』（1922年、『魅惑』に所収）
  - 他に『コロナ／コロニラ』（中井久夫・松田浩則共訳注、みすず書房、2010年）、最晩年の詩集訳
- 『方法論的制覇』、ドイツ評論ほか、文明批評
- 『精神の危機』、ヨーロッパ文明評論
  - 『精神の危機　他十五篇』（恒川邦夫訳、岩波文庫、2010年）※電子書籍で再刊（以下も）
  - 『精神の政治学』（吉田健一訳、中公文庫、2017年）※。4篇収録の抜粋、新版解説は四方田犬彦
- 『ヴァリエテ』（1924年 - 1944年、ヴァレリーの代表作で評論集[10]）
各・白水社で、Ⅰが最初期の訳書。中島健蔵・佐藤正彰訳、Ⅱは寺田透・安士正夫訳。
  - 『ヴァレリー・セレクション』（東宏治・松田浩則編訳、平凡社ライブラリー（上下）、2005年）※、代表作の新訳版。
- 『エウパリノス』 （1921年）、プラトンの対話形式を用いた、建築、音楽評論。
  - 『エウパリノス・魂と舞踏・樹についての対話』（清水徹訳、岩波文庫、2008年）
- 『ドガ　ダンス　デッサン』（1936年）、（清水徹訳、筑摩書房、2006年）[11]
  - 『ドガ ダンス デッサン』（塚本昌則訳、岩波文庫、2021年）
- 『メランジュ　詩と散文』（鳥山定嗣訳、幻戯書房〈ルリユール叢書〉、2024年）

#### 全集・作品集
- 『現代世界文學全集25 ヴァレリイ　若きパルク・我がファウストほか』新潮社、1955年
- 『ヴァリエテ』人文書院 2巻組、1966年（全訳版・限定1800部）。鈴木信太郎・佐藤正彰 編
- 『ヴァレリー全集』（増補版 全12巻・補巻2）[12]筑摩書房、1977年 - 1979年
- 『ヴァレリー全集　カイエ篇』（全9巻）筑摩書房、1980年 - 1983年 - ※年代順ではなく、テーマ別集成の抜粋版。
- 『ジッド＝ヴァレリー往復書簡』第1巻 1890年 - 1896年／第2巻 1897年 - 1942年、二宮正之編訳、筑摩書房、1986年
- 『ヴァレリー集成』（全6巻）筑摩書房、2011年2月 - 2012年7月 - テーマ別集成での新訳。
Ⅰ テスト氏と〈物語〉 （恒川邦夫 編訳）
Ⅱ 〈夢〉の幾何学 （塚本昌則 編訳）
Ⅲ 〈詩学〉の探究　（田上竜也・森本淳生 編訳）
Ⅳ 精神の〈哲学〉 （山田広昭 編訳）
Ⅴ 〈芸術〉の肖像 （今井勉・中村俊直 編訳）
Ⅵ 〈友愛〉と対話 （恒川邦夫・松田浩則 編訳）
- 『三声書簡　1888-1890』松田浩則・山田広昭・塚本昌則・森本淳生 訳、水声社、2016年 - ジッド、ピエール・ルイスを交えた三者の189通の往復書簡